# منتخب جامايكا لكرة الطائرة للرجال
منتخب جامايكا لكرة الطائرة للرجال هو ممثل جامايكا الرسمي في المنافسات الدولية في كرة طائرة .